# David Ludden
David Ludden (* 1948) ist ein US-amerikanischer Historiker.

## Leben
Ludden studierte von 1966 bis 1970 an der Yale University. Danach wechselte er an die University of Pennsylvania, wo er einen Bachelor of Arts und einen Master of Arts in South Asia Regional Studies. 1978 promovierte er an der University of Pennsylvania und erhielt einen Ph.D. in Geschichte.
Von 1979 bis 1980 lehrte er als Assistant Professor für Geschichte an der University of Virginia. Anschließend kehrte Ludden an die University of Pennsylvania zurück, wo er von 1981 bis 2007 lehrte, von 1981 bis 1987 als Assistant Professor, von 1987 bis 1999 als Associate Professor und von 1999 bis 2008 als Full Professor. Des Weiteren war er von 1992 bis 1995 Vorsitzender des South Asia Deparment der Universität. 2007 wechselte er an die New York University, wo er seitdem als Professor für Politische Ökonomie und Globalisierung am Department of History lehrt. Daneben ist er Senior Fellow am Institute for Public Knowledge sowie Professor Emeritus an der University of Pennsylvania.
2005 war er Visiting Professor für Entwicklungsforschung an der BRAC University in Dhaka.
Ludden war Herausgeber der von 1997 bis 2000 bestehenden Buchreihe Critical Histories der University of Pennsylvania Press. Die Buchreihe umfasste neun Bücher.

## Veröffentlichungen (Auswahl)
Monografien
- Peasant History in South India (1985, Princeton: Princeton University Press)
  - Early Capitalism and Local History in South India (2005, ergänzte Neufassung)
- An Agrarian History of South Asia. (1999, Cambridge: Cambridge University Press)
- India and South Asia: A Short History. (2002, Oxford: OneWorld Publishers)

Sammelwerke
- (Hrsg.): Agricultural Production and Indian History. (1995, New Delhi: Oxford University Press)
  - ergänzte Neufassung: Agricultural Production and South Asian History. (2005, Oxford University Press)
- (Hrsg.): Contesting the Nation: Religion, Community, and the Politics of Democracy in India (1996, Philadelphia: University of Pennsylvania Press)
  - auch veröffentlicht als Making India Hindu: Community, Conflict, and the Politics of Democracy (1996, New Delhi: Oxford University Press)
- (Hrsg.): Reading Subaltern Studies: Critical Histories, Contested Meanings, and the Globalisation of South Asia. (2002, New Delhi: Permanent Black Publishers, London: Anthem Press)
- (Hrsg.): Capitalism in Asia. (2004, Ann Arbor: Association for Asian Studies)

Übersetzungen
- mit M. Shanmugam Pillai: The Kuruntokai: An Anthology of Classical Tamil Love Poetry in Translation (1976, Madurai: Koodal Publishers)